# Skoddemedet
Skoddemedet (norwegisch für Nebellandmarke) ist ein felsiger Berg im ostantarktischen Königin-Maud-Land. Im Borg-Massiv ragt er 8 km südwestlich der Høgfonna auf.
Norwegische Kartographen, die den Berg auch benannten, kartierten ihn anhand von Vermessungen und Luftaufnahmen der Norwegisch-Britisch-Schwedischen Antarktisexpedition (1949–1952).